# Национални музеј авијације и астронаутике
Национални музеј авијације и астронаутике (енгл. National Air and Space Museum) је музеј који се налази у Националној алеји у Вашингтону. Део је Смитсоновог института, који располаже највећом светском колекцијом историјских авиона и свемирских летелица. То је такође и истраживачки центар који првенствено ради у областима историје и науке авијације, а бави се и планетарним наукама, геологијом и геофизиком. Готово сви експонати музеја су оригинални историјски примерци авиона или су њихови идентични копирани модели.
Основан је 1946. године, као Национални музеј авијације, а своју главну зграду је отворио на тридесетогодишњицу постојања, 1976. године. Године 2013. музеј је посетило скоро 7 милиона посетилаца, што га чини 4. најпосећенијим музејом на свету.
Национални музеј авијације и астронаутике је други најпопуларнији музеј на Смитсоновом институту, укључујући и центар Стивена Удвар-Гезија, који је од 2003. године у саставу музеја. Музеј се налази на Међународном аеродрому Далс. Сама његова површина износи око 71.000 m², а његова колекција обухвата 14.970,9 m² изложбене површине.

## Архитектура
Како се у непосредној близини музеја налази зграда САД Капитол, места на ком заседа Конгрес Сједињених Америчких Држава, управа Смитсоновог института је за музеј желела зграду која је архитектонски импресивна, али не и да се посебно истиче поред зграде Капитол. Стога је зграда направљена у Сент Луисовом стилу, а дизајнирао ју је архитекта Џио Обата из фирме ХОК.
Зграда музеја је замишљена да буде у облику четири једноставних коцки које би са спољашњих страна биле превучене слојем мермера. Коцке су као делови зграде повезане са три простране преткоморе челично-стаклене конструкције, како би се у њима могли изложити велики експонати попут ракета, свемирских летелица и авиона. Западни део зграде функционише попут џиновских стаклених врата и користи се за поставке тих великих експоната. Грађевина овог музеја је слична згради Националној галерији уметности која се такође налази у Националној алеји, а за обе зграде је употребљена и иста врста ретко коришћеног посебног розог мермера. Радови на музеју су завршени 1976. године.

## Историјат
Национални музеј авијације и астронаутике се првобитно од оснивања 12. августа 1946. године звао Национални музеј ваздухопловста. Најстарији експонати у њему је група кинеских летелица змајева која потиче из 1876. године. Ову колекцију летелица змајева Музеј је добио као донацију за прву званичну светску изложбу у Сједињеним државама, која је одржана у Филаделфији, након што је Смитсонов секретар, Спенсер Фулертон Берд убедио Кинеску краљевску комисију да би превоз такве врсте експоната у матичну земљу био врло скуп. Поред тога, међу старије експонате спада и Спрингфилова парна машина намењена за летење која потиче из 1889. године. Спрингфилова парна машина била је први предмет који је Смитсон купио у своју колекцију експоната, данас познату као НАСМ колекцију.
Након оснивања музеја није постојала зграда која би могла приказати све експонате, јер многи примерци добијени из збирке војске и морнарице САД, укључујући и домаће и заробљене авионе током Првог светског рата. Неки комади летелица су били приказани у Згради уметности и индустрије, неки су сачувани у Згради авиона, познатој и као Тин шед (у буквалном преводу калајна барака), огромном објекту од метала који је имао привремену функцију, а налазио се са јужне стране дворишта Смитсоновог дворца. Већи пројектили и ракете су били приказани напољу. У Тин шеду је, између осталог, смештен и ловачки авион Пакард-Лепер ЛУСАК-11. Ипак, већи део колекције је остао у складишту због недостатка простора за приказ.

### Контроверзе
У марту 1994. године предлогом обележавања педесетогодишњице од атомског бомбардовања Јапана појавиле су се контоверзе у вези са музејом. Централни део изложбе је био Енола Геј, бомбардер Б-29 који је испустио бомбу "Малишу" на јапански град Хирошиму. Група ветерана, предвођени Ваздухопловним удружењем пензионисаних официра, упорно трврдећи да је изложба политички обојена јер се укључивањем јапанских рачуна и фотографија жртава на изложбу вређају амерички пилоти. Такође, споран је био и број жртава које су проценили амерички органи. Управник музеја Мартин О. Харвит је у званичним информацијама 9. јануара 1995. године на врхунцу спора, цифру жртава смањио за 75%. Због великог медијског притиска, Америчка легија је убрзо након тога, 18. јануара, затражила поновни извештај од Конгреса који је водио истрагу. Харвит је био приморан да поднесе оставку, јер га је на то 24. јануара позвало чак 81 чланова Конгреса. Оставку је потписао 2. маја 1995. године.
Иако је изложба била „радикално смањена“, наишла је на негативне критике Њујорк тајмса као „највише смањена изложба у историји Смитсоновог института“. И поред тога, труп Еноле Геј је заједно са неким другим експонатима био постављен као део неполитичке историјске изложбе. У року од годину дана, управо тај део изложбе је привукао више од милион посетилаца, што ову изложбу и данас чини најпопуларнијом у историји овог музеја. Коначно, у мају 1998. године, изложба је затворена, а видело ју је приближно четири милиона посетилаца.
Дана 8. октобра 2011, музеј је привремено затворен након што је група демонстраната покушала да провали у њега. Пошто је обезбеђење Музеја имало проблем да на мирни начин заустави демостранте, у обрачунавању са њима, обезбеђење је користило сузавац. Пред полицијом је установљена неопходност оваквог приступа и утврђено је да нико није теже повређен, а у поступку је ухапшена једна особа.
Дана 5. децембра 2013. радници хране запослени у Смитсоновом институту су протестовали због неисплаћивања плата, а један новинар је приведен због нелегалног снимања.

## Стипендије
Музеј сваке године додељује четири истраживачке стипендије:
- Стипендија Чарлса А. Линдберга (Charles A. Lindbergh Chair) за свемирску историју
- Стипендија Даниела и Флоренс Гугенхејм (Daniel and Florence Guggenheim Fellowship)
- Стипендија Вервил (Verville Fellowship)
- Стипендија за постдокторске студије за Науку о Земљи и другим планетама

Најпознатија од ових стипендија је Линдбергова стипендија. Она се додељује од 1977. године на 50-у годишњицу првог самосталног Линдберговог лета, а први прималац стипендије је био историчар Британске авијације Чарлс Харвард Гибс-Смит.

## Директори Музеја
Први директор Музеја је био Карл Митман који је њиме управљао под титулом асистента Секретаријата Националног музеја ваздухопловства од оснивања 1946. до Митмановог пензионисања 1952. године
Списак свих директора Музеја:
- Карл В. Митман (1946-1953)
- Филип С. Хопкинс (1958-1964)
- Пол Џонсон (1964-1969)
- Франк А. Тејлор (1969-1971)
- Мајкл Колинс (1971–1978)
- Мелвин Б. Зисфејн (1978-1979)
- Ноел В. Хинерс (1979-1982)
- Волтер Џ. Бојн (1982-1986)
- Џејмс Ц. Тилер (1986-1987)
- Мартин О. Харвит (1987-1995)
- Доналд Д. Енген (1996-1999)
- Џон Р. Дејли (2000–данас)

## Галерија експоната
- Скулптура Ad Astra ("До zvezda") на улазу у Музеј
- Меркуров свемирски брод Friendship 7
- Управљачки модул Апола 11
- Совјетска руска ракета Soviet SS-20 и америчке Pershing II ракете
- Летелица SpaceShipOne
- Авион Bell X-1
- Авион The Spirit of St. Louis ("Душа Светог Луиса")
- Свемирска летелица Pioneer H
- Северно-амерички авион X-15
- Приказ пилот пројекта Аполо-Сојуз
- Дејвид Скот у космонаутском оделу на мисији Аполо 15
- Балистички пројектили
- Месечев Аполо модул LM-2
- Копија свемирског одела коришћеног при посети Месеца
- Боинг 747-100Б
- Летелица Douglas DC-3
- Модел летелице LZ 129 Hindenburg коришћен у филм Хинденбург дугачак 25 стопа
- Летелица Pitcairn Mailwing